# Listă de munți din Siria
Aceasta este o listă de munți din Siria:

## Alep
- Muntele Barṣa
- Muntele Ḥaṣṣ
- Muntele Kurd
- Muntele Simeon

## Al-Hasakah
- Muntele Abdulaziz
- Munții Sinjar (partea de vest a lanțului muntos)

## Deir ez-Zor
- Jebel Bishri
- Jabal Turdah (alternativ, Munții Turdah

## Idlib
- Muntele Ḥārim
- Muntele Zāwiya

## Latakia
- Muntele Alawiților
- Muntele Aqraʻ
- Muntele Turkmen

## Rif Dimashq
- Munții anti-Liban
- Muntele Qasioun

## Qunaytira
- Muntele Hermon
- Munții din Înălțimile Golan

## Suwayda
- Muntele Druzi

## Hama
- Jabal al-Fawwar
- Jabal al-Kana'is
- Jabal Kafraa
- Jabal Sha'ir
- Jabal Zayn al-Abidin
- Maarin al-Jabal
- Zayn al-Abidin